# Yves Hocdé
Yves Hocdé (* 29. April 1973 in Nantes) ist ein ehemaliger französischer Leichtgewichts-Ruderer. 
Der 1,81 m große Hocdé war bei den Junioren-Weltmeisterschaften 1990 Vierter mit dem französischen Achter geworden. 1995 gewann er die Bronzemedaille bei den U23-Weltmeisterschaften im Leichtgewichts-Vierer ohne Steuermann. Bei den Ruder-Weltmeisterschaften 1997 gewann der Leichtgewichts-Vierer ohne Steuermann in der neuen Zusammensetzung mit Xavier Dorfman, Frederic Pinon, Yves Hocdé und Laurent Porchier vor heimischem Publikum auf dem Lac d’Aiguebelette die Silbermedaille hinter der dänischen Crew. 1998 in Köln erruderte das französische Boot in der gleichen Besetzung erneut Silber hinter den Dänen. Bei den Weltmeisterschaften 1999 im kanadischen St. Catharines gewannen die Dänen vor dem australischen Vierer, die Franzosen mit Jean-David Bernard, Dorfman, Hocdè und Porchier erhielten die Bronzemedaille. 2000 siegte der französische Leichtgewichts-Vierer sowohl beim Weltcup in München als auch in Luzern. Bei den Olympischen Spielen in Sydney siegte die französische Equipe mit Xavier Dorfman am Schlag, Jean-Christophe Bette, Yves Hocdé und Bugmann Laurent Porchier vor den australischen Ruderern und den Dänen. Bei den Ruder-Weltmeisterschaften 2001 erkämpfte der Leichtgewichts-Vierer in der Besetzung des Olympiasiegs die Bronzemedaille; alle vier Ruderer saßen auch im französischen Leichtgewichts-Achter und erhielten in dieser Bootsklasse die Goldmedaille.